# Malaxis moluccana
Malaxis moluccana är en orkidéart som först beskrevs av Johannes Jacobus Smith, och fick sitt nu gällande namn av Oakes Ames och Charles Schweinfurth. Malaxis moluccana ingår i släktet knottblomstersläktet, och familjen orkidéer. Inga underarter finns listade i Catalogue of Life.